# Gackle
Gackle – miasto w Stanach Zjednoczonych, w stanie Dakota Północna, w hrabstwie Logan.